# Кросс-риверские языки
Кросс-риверские языки (также кроссриверские языки, дельтакросские языки; англ. Cross River languages) — языковая надветвь бенуэ-конголезской семьи. Область распространения — юго-восточные районы Нигерии (побережье залива Биафра и бассейн реки Кросс, штаты Кросс-Ривер, Аква-Ибом, Абия, Риверс и Байельса) и приграничные с Нигерией районы Камеруна. Включает около 70 языков. Кросс-риверская надветвь — одно из немногих языковых объединений нигеро-конголезской макросемьи, классификация которой до настоящего времени существенно не пересматривалась. Общее число говорящих — около 6 млн человек (оценка на начало 2000-х годов).

## О названии
Первоначальным названием рассматриваемого генетического объединения языков, выделенного Дж. Гринбергом, было «кросс-риверские языки» (по названию реки Кросс). После того как было установлено, что часть кросс-риверских языков, получивших название бенди, существенно отличается от основного языкового массива, кросс-риверская надветвь была разделена на ветвь языков бенди и дельтакросскую ветвь. В дальнейшем часть исследователей африканских языков вывела языки бенди из состава кросс-риверской надветви, установив бо́льшую близость языков бенди с бантоидной надветвью. В таком варианте классификации термины «кросс-риверские языки» и «дельтакросские языки» являются синонимами.

## Классификация
Кросс-риверская надветвь языков включает 5 ветвей:
- центральнодельтная ветвь (9 языков): абуа, одуал, кугбо, абурени, обулом, очичи, огбиа, огбоголо, огбронуагум;
- кегбоидная ветвь (огони) (5 языков): гокана, кана (кхана), тее, баан, элеме;
- верхнекросская ветвь (22 языка): агои, багпинка, доко-уянга, укпет-эхом, олулумо-иком, локаа, лубила, нкуколи, легбо, леньима, лейигха, мбембе, оринг, кукеле, узекве, агвагвуне, кохумоно, умон, убагхара, кионг, короп, одут;
- нижнекросская ветвь (23 языка): эбугху, эфай, ананг, эфик, ибибио, уква, экит, этеби, энван, уда, ибино, ибуоро, ито, иту мбон узо, нкари, ико, илуэ, окобо, оро, усагхаде, эки, идере, оболо;
- ветвь бенди (9 языков): алеге, бекварра, бете-бенди, бокьи, бумаджи, обанлику, убанг, укпе-байобири, утугванг-ирунгене-африке.

В классификации, опубликованной на сайте справочника языков мира Ethnologue, языки всех ветвей кросс-риверской надветви объединены в дельтакросскую ветвь, противопоставленную ветви языков бенди.
В базе данных по языкам мира Glottolog языки бенди включены в бантоидную надветвь, а кросс-риверская надветвь обозначена как «дельтакросская». Также ветвь языков бенди не включается в состав кросс-риверской надветви в классификации британского лингвиста Р. Бленча.